# Taguahelix campbellica
Taguahelix campbellica är en snäckart som först beskrevs av Henri Filhol 1880.  Taguahelix campbellica ingår i släktet Taguahelix och familjen punktsnäckor. Inga underarter finns listade i Catalogue of Life.